# Marjorie (série télévisée)
Pour les articles homonymes, voir Marjorie.
Marjorie est une série télévisée française, diffusée pour la première fois le 26 mars 2014 sur France 2. 

## Synopsis de la série
Marjorie Piponnier, une quadragénaire divorcée, psychologue en entreprise, devient coach de vie, elle va donc à la rencontre de personnes qui ne demandent qu'à revivre. 

## Fiche technique
- Titre : Marjorie
- Réalisation : Ivan Calbérac, Mona Achache
- Scénario : Ivan Calbérac et Alice Vial
- Musique : Laurent Aknin
- Production : David Kodsi
- Sociétés de production : K'IEN Productions, avec la participation de France Télévisions et TV5 Monde
- Pays d'origine :  France
- Langue originale : français
- Genre : Comédie
- Durée : 90 minutes
- Date de première diffusion : 26 mars 2014 sur France 2

## Acteurs principaux

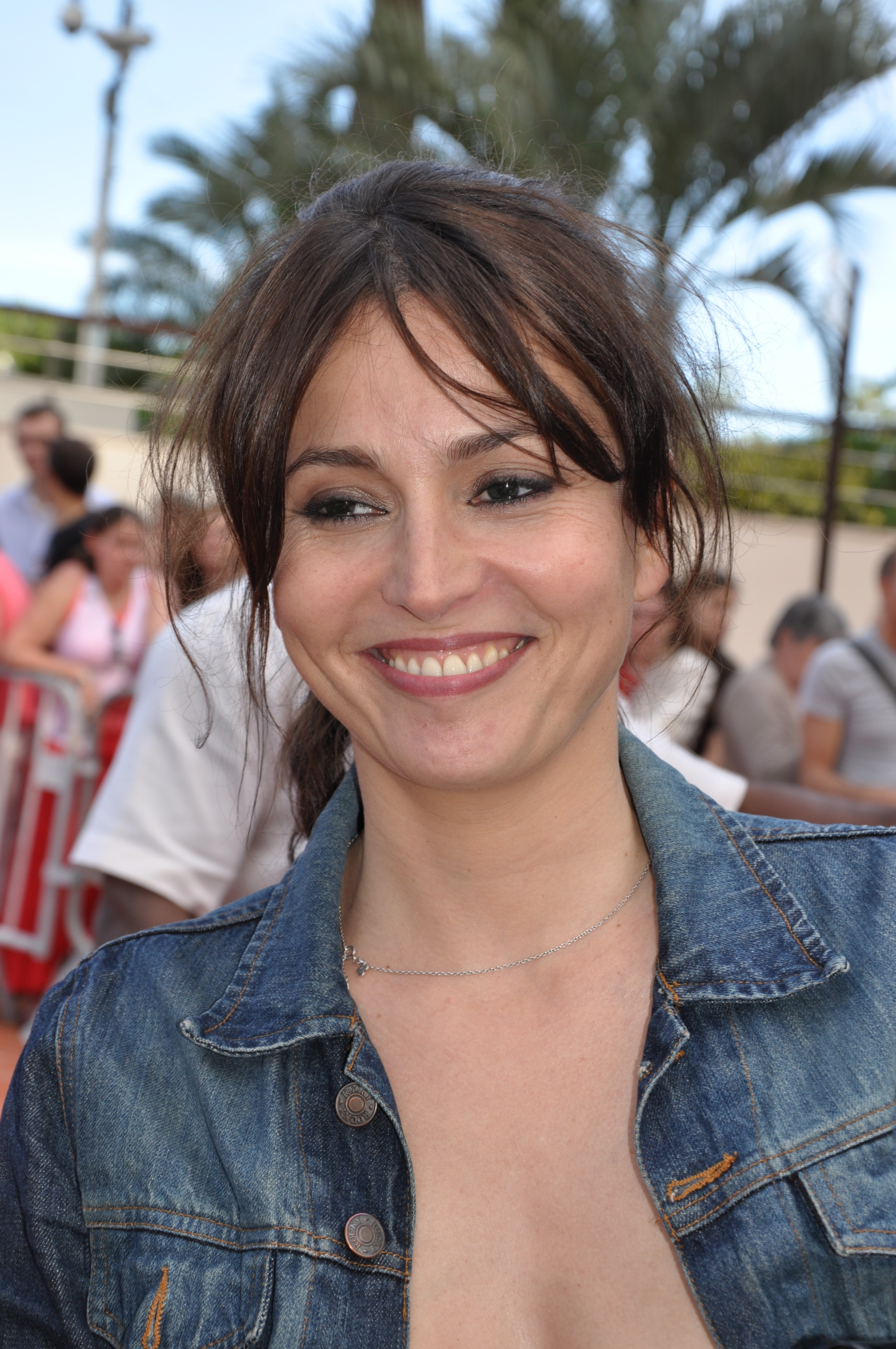
Anne Charrier, l'interprète du rôle-titre.

- Anne Charrier : Marjorie Piponnier
- François Vincentelli : Thibaut, l'ex-mari de Claire
- Valérie Karsenti : Claire, la sœur de Marjorie
- François Müller : Le manager
- Mathilde Roch : Clémence Piponnier, la fille de Marjorie

## Épisodes

### Épisode 1 (2014):Le droit au bonheur

#### Date de diffusion
Le premier épisode a été diffusé le mercredi 26 mars 2014 sur France 2 et rediffusé le mercredi 15 juin 2016 sur cette même chaîne.

#### Synopsis
Marjorie Piponnier, quadragénaire divorcée, vit à Toulouse et travaille dans une entreprise où elle exerce la profession de psychologue d'entreprise et vit avec sa fille en pleine crise d'adolescence. Le lendemain d'un entretien avec Jean Penchenat, un des employés de son entreprise, celui-ci tente de se suicider sans qu'elle ait pu prévoir son geste. Elle décide alors de l'aider, mais l'entreprise ne lui donnant pas toute liberté d'action, elle décide de démissionner. Jean, qui a perdu sa femme, souffre terriblement de la solitude et cherche l'âme sœur, mais refuse toute thérapie. Sa fille de 20 ans le convainc pourtant qu'on lui vienne en aide pour rencontrer quelqu’un.

#### Distribution
- Patrick Chesnais : Jean Penchenat
- Fannie Lineros : Juliette Penchenat, la fille de Jean
- Delphine Bentolila : la mère de Jean
- Gilles Ramade : Tristan
- Paola Gueze : Audrey
- Karine Monneau : Françoise
- Melha Bossard : Louise
- Patrick Sabourin : Meyer
- Stéphane Facco : Pablo
- Sabrina Ahmed : Vanessa
- Piérick Tournier : un médecin
- Stéphane Tournier un médecin
- Florent Leboucher : le professeur de yoga
- Kader Lassina Touré : un barman
- Régis Lux : un barman
- Marc Compozieux : le serveur du restaurant
- Armelle Bourl : la serveuse de la cafétaria
- Samuel Mathieu : le maître d'hôtel

### Épisode 2 (2016):Le poids des apparences

#### Date de diffusion
Le deuxième épisode a été diffusé le mercredi 1er juin 2016 sur France 2.

#### Synopsis
Grégoire est un bibliothécaire quadragénaire qui vit avec sa mère. Surnommé Babar et affectueusement moqué par ses collègues, il accepte tout de tout le monde, même l'inacceptable, car il ne veut faire de mal à personne. Complexé et en total manque de confiance en lui-même, il panique pour tout et souffre de boulimie, aidé par sa mère obèse qui le bichonne comme un enfant et le surnourrit. Il rencontre fortuitement la psychologue Marjorie dans un ascenseur en panne où il fait une crise de claustrophobie. Alors qu'elle est en train de s'installer dans un nouveau cabinet, celle-ci détecte en Grégoire un cas clinique intéressant. Elle fera tout pour lui redonner confiance en soi, des cours de judo aux « câlins gratuits » en pleine rue, toutes choses insupportables pour un complexé. Grégoire écrit secrètement des poèmes désespérés sur un carnet, qu'il va peu à peu être amené à lire en public au cours de soirées slam organisées par sa collègue Djamila, qui voit en lui l'homme idéal, plein de douceur et d'humanité. Mais lorsqu'elle tente de l'embrasser, de noirs souvenirs le submergent, jusqu'à ce que Marjorie lui extirpe les aveux d'un viol commis par un membre de sa famille, dans sa jeunesse. La parole libératrice fait alors son œuvre.

#### Distribution
- Bruno Solo : Grégoire, le bibliothécaire
- Évelyne El Garby-Klaï : Djamila, la collègue brune de Grégoire
- Jeanne Bournaud : Valérie, la collègue blonde de Grégoire
- Jean-Toussaint Bernard : Franck, le collègue de Grégoire

### Épisode 3 (2016):Jamais sans ma mère

#### Date de diffusion
Le troisième épisode a été diffusé le mercredi 8 juin 2016 sur France 2, et rediffusé sur la même chaîne dans la nuit du 3 au 4 juillet 2019.

#### Synopsis
Louise, une quadragénaire veuve et antiquaire aux allures de retraitée, n'a jamais cherché à refaire sa vie. Elle s'est retranchée sous cet aspect austère pour éviter de se faire remarquer par les hommes, dont les regards la mettent très mal à l'aise. Elle transmet même cette angoisse des hommes à sa fille Virginie, mais celle-ci préfère lui cacher sa relation amoureuse. Lorsque Florian, le petit ami de Virginie, lui propose de l'accompagner à Bruxelles où il doit vivre, elle est tiraillée entre la culpabilité de devoir laisser sa mère seule et le fait d'abandonner son ami. C'est alors que les talents de Marjorie vont opérer.

#### Distribution
- Alice de Lencquesaing : Virginie
- Pascale Arbillot : Louise
- Riton Liebman : Ludovic Stern
- Mathieu Madénian : Vincent Loubet
- David Baiot : Florian
- Olivia Côte : Cécile

### Épisode 4 (2016):L'âge de raison

#### Date de diffusion
5 juin 2019

#### Synopsis
Antoine Aubenas, redoutable fonctionnaire du Trésor Public, vient de débarquer chez Marjorie pour un contrôle, persuadé d’avoir affaire à une pure escroc. Pourtant, lorsque sa femme le quitte en emmenant leur fils avec elle, c'est bien Marjorie qu'Antoine appelle à l'aide.

#### Distribution
- Thierry Frémont : Antoine Aubenas
- Tella Kpomahou : Élise Aubenas
- Didier Flamand : Raphaël
- Tom Dingler : Bob

### Épisode 5 (2017):Il était une foi

#### Date de diffusion
12 juin 2019

#### Synopsis
Marjorie aide un prêtre tombé amoureux à quitter l'ordre pour vivre son histoire d'amour.

#### Distribution
- Marie Guillard : Charlotte
- Mathieu Madénian : Thomas

## Autour du téléfilm
Le tournage de l'épisode 1 a eu lieu à Toulouse (Haute-Garonne). 
Les tournages des épisodes 2 et 3 ont eu lieu dans le sud de la France à Marseille (Provence-Alpes-Côte d'Azur) et ses alentours à Allauch. Le 4e épisode a été tourné du 5 juillet au 4 août 2016 et le 5e du 16 novembre au 14 décembre 2016, à Marseille.

## Audiences
| Épisode                     | Diffusion     | Téléspectateurs | Parts de marché |
| --------------------------- | ------------- | --------------- | --------------- |
| 1 : Le droit au bonheur     | 26 mars 2014  | 4 192 000       | 16,5 %          |
| 2 : Le poids des apparences | 1er juin 2016 | 3 209 000       | 13,2 %          |
| 3 : Jamais sans ma mère     | 8 juin 2016   | 3 300 000       | 14 %            |
| 1 : Le droit au bonheur     | 15 juin 2016  | 2 500 000       | 9,2 %           |
| 4 : L'âge de raison         | 5 juin 2019   | 2 225 000       | 10,1 %          |
| 5 : Il était une foi        | 12 juin 2019  | 1 741 000       | 7,4 %           |

Le 19 juin 2019, France 2 choisit de déprogrammer un épisode de la série Marjorie à cause des mauvaises audiences enregistrées les 2 semaines précédentes, pour proposer à la place la rediffusion du téléfilm dramatique La Mort dans l'âme.

## Récompense
- 2015 : Prix jeune espoir féminin pour Alice de Lencquesaing dans l'épisode Jamais sans ma mère au Festival de la fiction TV de La Rochelle[7]